# انریکه چاسارتا
انریکه چاسارتا (اسپانیایی: Enrique Chazarreta‎; ۲۹ ژوئیهٔ ۱۹۴۷ – ۲۴ مارس ۲۰۲۱) بازیکن فوتبال اهل آرژانتین بود.
از باشگاه‌هایی که در آن بازی کرده‌است می‌توان به باشگاه فوتبال دپورتیوو مورون، باشگاه ورزشی سن لورنسو آلماگرو، باشگاه فوتبال آرژانتینوس جونیورز، و باشگاه فوتبال جیمناسیا لاپلاتا اشاره کرد.
وی همچنین در تیم ملی فوتبال آرژانتین بازی کرده‌است.